# 马虎成
马虎成（1955年—），回族，中华人民共和国政治人物、第十一届全国政协委员。
加入中国民主同盟，担任青海民族学院法学院兼职教授、西宁海博律师事务所主任。2008年，当选第十一届全国政协委员，代表少数民族界，分入第四十九组。